# دالة ابتدائية
في الرياضيات، دالة ابتدائية (بالإنجليزية: Elementary function)‏ هي دالة ذات متغير واحد يمكن الحصول عليها باستخدام عدد محدود من العمليات الحسابية والتراكيب من أُس ولوغاريتم وثوابت وجذور نونية من خلال تركيبات وتأليفات باستعمال العمليات الابتدائية الأربع (الجمع والطرح والضرب والقسمة).
الدوال الابتدائيه تنقسم إلى:
- دوال جبرية
- دوال أسية
- دوال لوغاريتمية
- دوال نسبية
- دوال متسامية
- دوال مثلثية
- دوال مثلثية عكسية

## أمثلة
بعض أمتلة الدوال الابتدائية:
{\displaystyle x+22}
{\displaystyle 8x}
{\displaystyle \ln \left(x^{2}-x+2\right)}
{\displaystyle \cos x-i\;\sin x}
{\displaystyle \sin \left({\dfrac {e^{ix}-e\cos(x)}{2x^{2}+x-1}}\right)\left({\dfrac {\sin(\sin(\sin(\sin(x))))}{\cos x\sin x+\sec x\csc x+\tan x}}\right)}
هناك أيضا دوال غير ابتدائية متل دالة الخطأ
{\displaystyle \operatorname {erf} (x)={\frac {2}{\sqrt {\pi }}}\int _{0}^{x}e^{-t^{2}}\,\mathrm {d} t.}